# Liste der Monuments historiques in Sundhouse
Die Liste der Monuments historiques in Sundhouse führt die Monuments historiques in der französischen Gemeinde Sundhouse auf.

## Liste der Objekte
| Bezeichnung   | Beschreibung                                                                                             | Standort                               | Kennzeichnung | Schutzstatus | Datum | Bild |
| ------------- | --- | -------------------------------------- | ------------- | ------------ | ----- | ---- |
| Orgel         | 1750 von Johann Andreas Silbermann für das Kloster Sylo in Sélestat gebaut, 1793 nach Sundhouse versetzt | in der Simultankirche St-Martin (Lage) | PM67001096    | Classé       | 1977  |      |
| Orgelprospekt | 1750 von Johann Andreas Silbermann für das Kloster Sylo in Sélestat gebaut, 1793 nach Sundhouse versetzt | in der Simultankirche St-Martin (Lage) | PM67000409    | Classé       | 1977  |      |